# Laje dos Negros
Laje dos Negros é uma comunidade quilombola localizada no município de Campo Formoso, no norte da Bahia.

## Histórico
A comunidade foi fundada em meados do século XIX por Luís José dos Santos, conhecido como Luisinho, um negro ex-escravizado que teria pertencido a Nzife Barros. Luisinho, casado com Maria Lage, conseguiu comprar terras pertencentes ao senhor de engenho Misael Fagundes, morador da localidade de Gameleira. O estabelecimento do quilombo gerou uma rivalidade entre as comunidades branca e negra da região.
O nome da comunidade, Lage dos Negros, é uma homenagem a Maria Lage, esposa de Luisinho, que desempenhou um papel essencial na consolidação do quilombo. Sua atuação foi fundamental na organização social da comunidade e na preservação das tradições culturais dos primeiros habitantes. A expressão "dos Negros" reforça a identidade do território como um espaço de resistência e pertencimento da população afrodescendente, que, ao longo das gerações, preservou as práticas culturais, religiosas e produtivas transmitidas por seus ancestrais.
Ao longo dos anos, muitos moradores de Laje dos Negros venderam seus lotes para pessoas de fora da região. As transações deram origem a conflitos, tendo como motivo a demarcação das terras, muitas vezes agravados pela ausência de titulação.

## Geografia
Laje dos Negros faz divisa com os municípios baianos de Juazeiro, Umburanas e Sento-sé. Ocupa uma área de 29.500 hectares.
Na região encontram-se muitas cavernas, entre elas a Toca da Barriguda, a Toca do Calor de Cima, a Toca do Pitu, a Toca do Morrinho e a Toca da Boa Vista, considerada a maior caverna do Brasil e do hemisfério sul e 16ª mais extensa do mundo.
A degradação de seus recursos naturais, com desmatamento da vegetação nativa, levou ao desaparecimento de pequenos cursos de água. Hoje, o seu único rio perene é o Pacuí, cujas nascentes ficam a poucos quilômetros da Toca da Boa Vista.

## Economia
A principal atividade econômica dos cerca de 8 mil habitantes de Laje dos Negros é a agricultura. As famílias cultivam a mandioca, para produzir farinha. Outras culturas presentes são feijão, milho, sisal e mamona. A fibra de sisal é comercializada sem o beneficiamento, o que resulta em baixa rentabilidade.
Muitos homens se deslocam para municípios vizinhos ou cidades distantes, onde trabalham nas plantações de café ou mesmo na construção civil. Entre as mulheres, uma atividade comum é o artesanato em palha de licuri, uma planta nativa da região,a coleita de cebola,tomate pimentão e outras atividades agrícolas.